# Erik Bolin (skådespelare)
Erik Fredrik Bolin, född 6 mars 1978 i Skövde, är en svensk skådespelare.

## Biografi
Bolin gick ut Teaterhögskolan i Malmö 2004 och har varit en drivande kraft i Teater 418.[källa behövs] Han har arbetat på bland annat Tur-teatern, Strindbergs Intima Teater, Riksteatern och Kista Teater.[källa behövs] Bolin har vidare gjort en "special appearance" på Za Frûmis album Shrak ishi za migul - Chapter 3. Frånsett teater, film och radioteater arbetar Bolin även med inläsning av böcker.[källa behövs]
Bolin är initiativtagaren bakom antivåldsprojektet Akta Huvudet, där filmen Res dej inte! ingår.[källa behövs]

## Filmografi
- 2005 - Dödssyndaren
- 2006 - Inte alla hästar i stallet - Robban
- 2007 - Familjeverkstan - Fredrik
- 2008 - Guldkalven - Philip Bergman
- 2008 - Allt flyter - Joppe
- 2008-2009 - Andra Avenyn - Jerry Dolke
- 2008 - Höök - Jens Järvinen
- 2009 - Oskyldigt dömd - Ola Holmberg
- 2009 - Fallet Ebba - Daniel
- 2010 - Res dej inte - Tony
- 2012 - Drej Svartebrand - Troste Skaldbiorn
- 2012 - Alex-piloten - Matti
- 2013 - The Box - Clownen
- 2013 - Dacopa - Dacopa
- 2013 - Djurvännerna - Lage, Janne, Mården mfl
- 2019 - Den blomstertid nu kommer  - Insatsledare”
- 2019 - Ingen skit i min kropp  - Coach”
- 2014 - Niebo - Marek
- 2016 – Beck - Gunvald
- 2017 – Alex (TV-serie)
- 2018 – Morden i Sandhamn (TV-serie)
- 2019 – Banana pancake trail (TV-serie)
- 2019 – Gåsmamman (TV-serie)
- 2020 – Tunn is (TV-serie)
- 2020 – Sommaren med släkten (TV-serie)
- 2021 – Leif & Billy (TV-serie)
- 2021 – Snälla kriminella
- 2021 – Vitt skräp
- 2021 – Dystopia (TV-serie)

## Teater

### Roller (urval)
| År        | Roll | Produktion                     | Regi              | Teater                    |
| --------- | ---- | ------------------------------ | ----------------- | ------------------------- |
| 2002      |      | Kanin Kanin Coline Serreau     | Elisabeth Frick   | Turteatern                |
| 2005      |      | Kristina                       | August Strindberg | Strindbergs Intima Teater |
| 2006      |      | I Alperna                      |                   | Riksteatern               |
| 2007      |      | Tjejen som ville vara Maradona |                   |                           |
| 2011      |      | Antigone                       |                   | Kista Teater              |
| 2013      |      | Dream Business                 |                   | Orionteatern              |
| 2015      |      | Den inbillade sjuke            |                   | Molièreensemblen          |
| 2017-2019 |      | Upp Upp Vi Lyfter              |                   | Riksidrottsförbundet      |

## Radioteater
- 2007 - Vad är en våldtäkt? - verklighet i dramatisk dräkt
- 2008 - Ringaren i Notre Dame
- 2009 - Döden i Venedig
- 2010 - Earth Hour
- 2011 - De förblindade
- 2011 - Kuppen
- 2012 - En misslyckad föreställning
- 2012 - Puccettino
- 2012 - Krilonakterna
- 2013 - Djurparken
- 2014 - Pulsen
- 2014 - Kulturhuset

### Fotnoter
1. 1 2  ”Erik Bolin”. Svensk Filmdatabas. http://sfi.se/sv/svensk-filmdatabas/Item/?type=PERSON&itemid=329389. Läst 20 oktober 2012.
2. ↑  Ingegärd Waaranperä (20 oktober 2002). ”Seg övervintrare. Turteatern söker en ny publik med spontant rolig familjekomedi.”. Dagens Nyheter. https://www.dn.se/arkiv/kultur/seg-overvintrare-turteatern-soker-en-ny-publik-med-spontant-rolig-familjekomedi/. Läst 7 juni 2019.